# Bitwa w Dolinie Msebe
Bitwa w Dolinie Msebe – starcie zbrojne, które miało miejsce w roku 1883 w trakcie walk plemiennych w państwie Zulusów.
Do bitwy doszło po powrocie króla Cetshwayo z Londynu, gdzie spotkał się on z lordem Kimberleyem. W styczniu 1883 król powrócił do kraju i już po dwóch miesiącach rozgorzała kolejna wojna domowa pomiędzy Cetshwayo a plemieniem Mandlakazi. W decydującej bitwie w Dolinie Msebe siły króla zostały rozbite. Po bitwie zwycięski wódz Zibhebhu spalił stolicę Zulusów Ulundi. Śmierć poniosło 50 dostojników dworu królewskiego, a ranny Cetshwayo schronił się na południu u wodza Sigananda Shezi. Rok później Cetshwayo zmarł. Następcą został jego syn Dinuzulu, który z pomocą Burów odzyskał stracone tereny, rozbijając plemię Mandlakazi. Zwycięstwo okupione zostało jednak znacznymi połaciami ziemskimi włączonymi w skład republiki burskiej.